# Liste der Monuments historiques in Les Écorces
Die Liste der Monuments historiques in Les Écorces führt die Monuments historiques in der französischen Gemeinde Les Écorces auf.

## Liste der Objekte
| Bezeichnung                           | Beschreibung                                                     | Standort                              | Kennzeichnung | Schutzstatus | Datum | Bild |
| ------------------------------------- | ---------------------------------------------------------------- | ------------------------------------- | ------------- | ------------ | ----- | ---- |
| Kanzel                                | Holz, 18. Jahrhundert                                            | in der Kirche St-Jean-Baptiste (Lage) | PM25000682    | Classé       | 1962  |      |
| Skulptur Heiliger Eligius             | Holz, farbig gefasst, 17. Jahrhundert                            | in der Kirche St-Jean-Baptiste (Lage) | PM25000683    | Classé       | 1962  |      |
| Skulptur Heiliger Erasmus             | Holz, farbig gefasst, 17. Jahrhundert                            | in der Kirche St-Jean-Baptiste (Lage) | PM25000684    | Classé       | 1962  |      |
| Adlerpult                             | Holz, vergoldet, 18. Jahrhundert                                 | in der Kirche St-Jean-Baptiste (Lage) | PM25000685    | Classé       | 1962  |      |
| Skulptur Heilige Agatha               | Holz, farbig gefasst und vergoldet, 16. oder 17. Jahrhundert     | in der Kirche St-Jean-Baptiste (Lage) | PM25001755    | Inscrit      | 2005  |      |
| Kruzifix                              | Holz, farbig gefasst und vergoldet, 17. Jahrhundert              | in der Kirche St-Jean-Baptiste (Lage) | PM25001756    | Inscrit      | 2005  |      |
| Skulptur Heiliger Josef mit Jesuskind | Holz, farbig gefasst und vergoldet, 18. Jahrhundert              | in der Kirche St-Jean-Baptiste (Lage) | PM25001757    | Inscrit      | 2005  |      |
| Monstranz                             | Silber, vergoldet, Ende des 18. Jahrhunderts                     | in der Kirche St-Jean-Baptiste (Lage) | PM25001758    | Inscrit      | 2005  |      |
| Skulptur Johannes Evangelist          | Holz, farbig gefasst und vergoldet, um 1600                      | in der Kirche St-Jean-Baptiste (Lage) | PM25002072    | Inscrit      | 2005  |      |
| Kelch                                 | Silber, bezeichnet 1715                                          | in der Kirche St-Jean-Baptiste (Lage) | PM25001759    | Inscrit      | 2005  |      |
| Kelch                                 | Silber, gemarkt 1765, Goldschmied Pierre-François Grandguillaume | in der Kirche St-Jean-Baptiste (Lage) | PM25001760    | Inscrit      | 2005  |      |